# Massimiliano Panizzut
Massimiliano Panizzut (Milano, 10 dicembre 1968) è un politico italiano.

## Biografia
Nasce a Milano il 10 dicembre 1968, da padre friulano e madre esule istriana. Diplomato perito meccanico, ha sempre lavorato come operaio ed impiegato in una fabbrica metalmeccanica. 
Dal 2010 al 2013 viene nominato nel CdA di Brianzacque e nel 2011 viene assunto come collaboratore al gruppo Consiliare Regione Lombardia. Trasferitosi in Friuli-Venezia Giulia svolge lavoro di magazziniere e controllo qualità fino al 2016, quando diventa segretario territoriale del deputato Massimiliano Fedriga.

### Attività politica
Si avvicina alla Lega Nord già nel 1989, iscrivendosi poi come sostenitore nel 1990 . È tra i fondatori della sezione della Lega di Biassono (MB), di cui è stato più volte segretario.
Alle elezioni comunali del 1996 viene eletto consigliere comunale di Biassono e nominato Assessore alla Pubblica Istruzione, Sport e Tempo libero. L'esperienza termina l'11 maggio 1997 con la rimozione dall'incarico da parte dell'allora Ministro dell'Interno, Napolitano, con l'accusa di atti contrari alla Costituzione, in quanto nel rispondere a un'interrogazione l'amministratore leghista avrebbe affermato di  riconoscere come nazione la Padania e non l'Italia, dichiarando "l'Italia è uno Stato, inteso come  organizzazione giuridica, e quello tenetevelo pure (...) lo Stato in cui ci costringete a vivere non è di certo una nazione". Nel 2001 viene comunque rieletto in Consiglio Comunale e nominato Capogruppo per la Lega, è riconfermato anche nel 2006.
Nel 2014 diventa Responsabile Organizzativo per il movimento regionale della Lega in Friuli-Venezia Giulia e viene eletto consigliere comunale a Budoia (PN).
Alle elezioni politiche del 2018 viene eletto alla Camera dei Deputati nelle liste della Lega nel collegio plurinominale Friuli-Venezia Giulia - 01.
Durante la XVIII Legislatura è stato membro e capogruppo della Lega-Salvini Premier nella XII Commissione affari sociali. È primo firmatario della proposta di legge per la disciplina della figura del caregiver familiare e per la promozione e il sostegno dell'attività di assistenza e di cura da esso svolta, per la riduzione dell'aliquota dell'imposta sul valore aggiunto relativa agli autoveicoli destinati a persone con disabilità, per la revoca delle onorificenze dell'Ordine al merito della Repubblica italiana, per la semplificazione e l'accelerazione delle procedure di adozione dei minori, per l'introduzione di norme in materia di anonimato dei donatori di organi e di tessuti a scopo di trapianto e di coloro che li ricevono e di cura delle malattie rare e per il sostegno della ricerca su di esse.
Alle elezioni politiche del 2022 viene rieletto alla Camera nel collegio uninominale Friuli-Venezia Giulia - 03 (Trieste) per il centrodestra con il 42,26% dei voti, superando Caterina Conti del centrosinistra (30,65%) e Adriana Panzera del Movimento 5 Stelle (9,31%).